# Велчево (област Велико Търново)
 Тази статия е за селото в област Велико Търново.  За селото в област Ловеч вижте Велчево (област Ловеч).  
Велчево е село в Северна България, област Велико Търново, община Велико Търново.

## География
Селото е разположено в предбалканската котловина на 15 км югоизточно от Велико Търново и на 8 км източно от гр. Дебелец. Землището му държи вододела на реките Белица и Дрента. Надморска височина 180 м. Съседни села на с. Велчево са: c. Плаково, c. Пчелище, c. Присово и гр. Килифарево. В съседство на селото са разположени два от най-известните манастира в област В.Търново – Къпиновски и Плаковски.

## История
До 1893 година името на селото е Феда-Бей, после е Марийно до 1951 г.
В село Феда-Бей до 1893 г. княз Фердинанд с младата си съпруга княгиня Мария Луиза след закриването на III велико народно събрание във Велико Търново посетил Къпиновския манастир, поканен от игумена архимандрит Стефан Радков. Населението посрещнало сърдечно княза. Попитал защо селото носи името на бей и получил неясен отговор, князът рекъл „Преименувайте го“, та чорбаджи Ради се допитал до Стамболов. Общинският съвет решил след това да бъде наречено Марийно, на името на княгинята.

## Население
Численост
Численост на населението според преброяванията през годините:
| \| Година на преброяване \| Численост \| \| --------------------- \| --------- \| \| 1934 \| 742 \| \| 1946 \| 762 \| \| 1956 \| 611 \| \| 1965 \| 440 \| \| 1975 \| 498 \| \| 1985 \| 327 \| \| 1992 \| 220 \| \| 2001 \| 153 \| \| 2011 \| 118 \| \| 2021 \| 146 \| |           |
| Година на преброяване | Численост |
| 1934 | 742       |
| 1946 | 762       |
| 1956 | 611       |
| 1965 | 440       |
| 1975 | 498       |
| 1985 | 327       |
| 1992 | 220       |
| 2001 | 153       |
| 2011 | 118       |
| 2021 | 146       |

Етнически състав
Численост и дял на етническите групи според преброяването на населението през 2011 г.:
|                     | Численост | Дял (в %) |
| Общо                | 118       | 100.00    |
| Българи             | 72        | 61.01     |
| Турци               |           |           |
| Цигани              | 0         | 0.00      |
| Други               |           |           |
| Не се самоопределят |           |           |
| Неотговорили        | 43        | 36.44     |

## Забележителности
Селото е близо до Къпиновския водопад на река Веселина, естествен плаж за мнозина от региона.
Сгради:
- Манастир „Св. Илия“
- Манастир „Св. Никола“
- Читалище „Светлина-1892“

## Редовни събития
Съборът на селото е на 6 май (Гергьовден).
В село Велчево се празнуват и почитат почти всички български традиционни ритуали и празници като Новогодишни тържества, Бабинден на 21 януари, Трифон Зарезан на 14 февруари, Ден на жената на 8 март, Лазаровден на 27 април, Цветница на 28 април, Гергьовден на 6 май, който е Храмов празник на село Велчево и сборът на селото, Свети Дух – 51-вият ден след Великден.